# Matthias De Groof
Dr. Matthias De Groof is een Belgische filmmaker, onderzoeker en professor in de filmstudies en visuele culturen. Hij behaalde zijn diploma's in filosofie aan het Hoger Instituut voor Wijsbegeerte van de KU Leuven, Internationale Betrekkingen aan de UCL en Filmstudies aan de UA. Zijn doctoraat richtte zich op Afrikaanse cinema.
Matthias De Groof is een academicus en filmmaker wiens werk internationaal erkend is. Zijn filmografie omvat werken zoals "Palimpsest". Een andere productie van De Groof is "Onder het Witte Masker: de film die Haesaerts had kunnen maken". De film belicht thema's als kolonialisme en de perceptie van gekoloniseerden op bezetters. De Groof regisseerde ook de film Lobi Kuna (The day before yesterday/day after tomorrow).
Zijn films hebben de aandacht getrokken van internationale filmfestivals zoals het International Film Festival Rotterdam (IFFR), het Festival International du Film sur l'Art (FIFA) en de Berlinale.
De Groof draagt tevens bij aan het discours over Afrikaanse cinema en postkoloniale filmtheorie door zijn publicaties in tijdschriften en boeken, waaronder een boek over Patrice Lumumba in de kunsten.

## Filmografie
- 2008: Jerusalem, The Adulterous Wife
- 2010: Lobi (Hier/Demain)
- 2018: Lobi Kuna (avant-hier/après-demain)
- 2018: Diorama
- 2019: Palimpsest of the Africa Museum
- 2021: Under The White Mask
- 2023: Pauline Lumumba

- Bibliothèque nationale de France: cb179434997 (data)
- Gemeinsame Normdatei: 1204512744
- Library of Congress Control Number: no2020019947
- Nationale Bibliotheek van Israël: 987012384787705171
- Nederlandse Thesaurus van Auteursnamen: 374022712
- Système universitaire de documentation: 250724103
- Virtual International Authority File: 373146216620509091342